# گاوماهی سیاه
گاوماهی سیاه (نام علمی: Gobius niger) نام یک گونه از تیره گاوماهیان است.